# Chance Vought F4U Corsair
(Herbert D. Riley, Ammiraglio della US Navy)
Il Chance Vought F4U Corsair era un caccia statunitense prodotto dalla Chance Vought Corporation (azienda divenuta successivamente della United Aircraft Corporation). Venne impiegato soprattutto nella seconda guerra mondiale e durante la guerra di Corea. Fu il miglior caccia imbarcato su portaerei della seconda guerra mondiale, ma si dimostrò straordinariamente efficace anche con base a terra ed imbattibile nell'attacco al suolo, per molti aspetti superiore perfino al P-51 Mustang. Nonostante le sue qualità, passò metà della carriera a terra, poiché inizialmente la marina americana lo considerava inadatto alle portaerei. Registrò una quantità di vittorie aeree straordinaria. Solo nel Pacifico, gli F4U abbatterono 2140 aerei giapponesi, contro la perdita di 189 Corsair, un rapporto abbattimenti/perdite ancora ineguagliato. Fu prodotto per dieci anni, fino al dicembre 1952, l'aereo americano più a lungo in produzione, fino al McDonnell Douglas F-4 Phantom II. Ne furono prodotti 12 571 e gli ultimi restarono in servizio fino al 1965.

## Storia
La moderna struttura del "Corsair" fu progettata da Rex B. Beisel e collaboratori, dopo una lenta evoluzione della formula sviluppata dalla Vought durante un periodo di studio a modelli intermedi, di cui l'antenato fu il Northrop N3A, derivato da modelli sperimentali. Il progetto fu acquistato dalla Vought che ne trasse il V.141, presentato senza successo al concorso per sostituire il Boeing P-26. Dopo il progetto destinato all'esportazione denominato V.143 acquistato dal governo giapponese, un'ulteriore rielaborazione era il V.166, con motori potenziati per rispondere al requisito dell'US Navy del 1938 per un nuovo caccia imbarcato. Sconfitto il rivale Grumman XF5F Skyrocket e il Bell P-39 Airacobra, il Corsair fu ordinato nel giugno 1938; il simulacro in legno fu prodotto l'anno dopo e il prototipo decollò nel maggio 1940. La macchina fu ordinata per la produzione solo un anno dopo, mentre quelle di serie uscirono a partire dal giugno 1942 e furono impiegate nelle squadriglie della U.S. Navy e quelle dell'U.S. Marine Corps; alla fine del 1942 la portaerei USS Saratoga fu la prima a ricevere i "Corsair".

## Tecnica
Il Corsair non era particolarmente innovativo nella fusoliera, anche se adottava soluzioni avanzate, come il carrello retrattile e i rivetti sostituiti da punti di saldatura. Il motore, con i suoi 2.000 CV, nei primi modelli necessitava di un'elica di grande diametro perché ancora tripala. Aveva l'ala a W per consentire all'elica di non urtare il terreno e al carrello di non essere troppo lungo. L'ala riduceva la resistenza aerodinamica complessiva e aveva i radiatori dell'olio nel suo bordo anteriore, vicino alla fusoliera. La struttura era a cassone ripiegabile verso l'alto, soluzione applicata poi a quasi tutti gli aerei imbarcati successivi.

## Impiego operativo

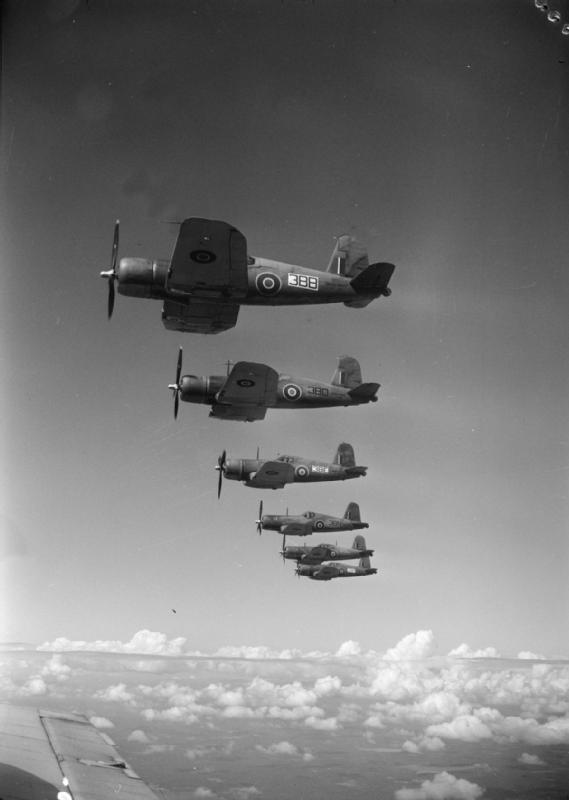
Una formazione di F4U inglesi

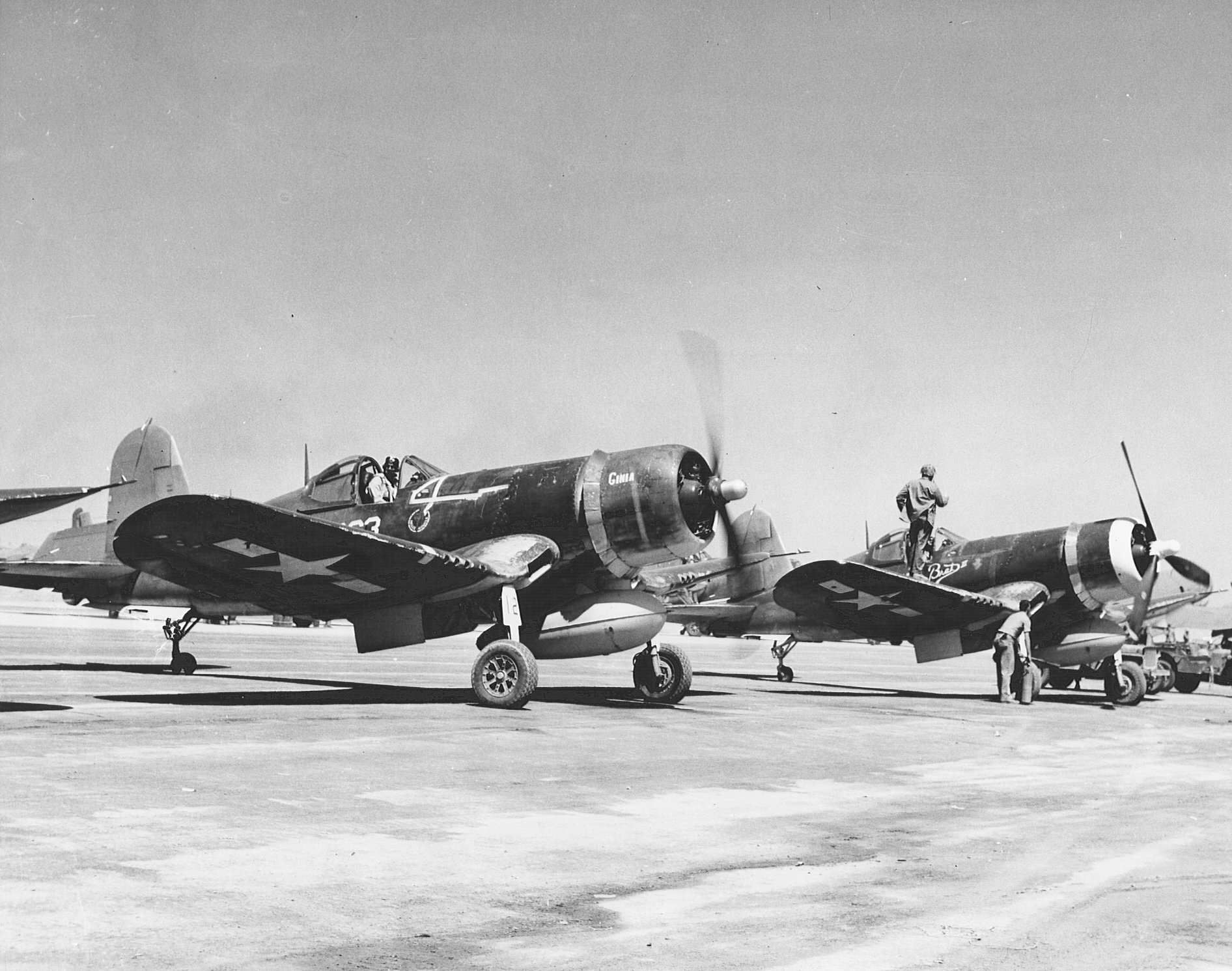
Una squadriglia di F4U-1D Corsair di base a Iwo Jima nel 1945

Entro il 1942 l'US Navy ottenne 178 aerei, ma aspettò fino all'aprile 1944 prima di renderli operativi sulle portaerei americane. Il Corsair entrò in combattimento prima con i reparti dei Marines a terra, ed ebbe il battesimo del fuoco il 13 febbraio 1943, a Guadalcanal. Leggero e aerodinamico, superava il Grumman F6F Hellcat in ogni condizione, era molto superiore al Seafire (non in maneggevolezza a bassa velocità) e aveva una struttura robusta adatta all'impiego navale. Contro lo Zero, il Corsair doveva combattere sfruttando le manovre ad alta velocità senza lasciarsi coinvolgere nei duelli manovrati. Il suo carico alare era maggiore di quello dell'Hellcat e dello Zero, pur essendo più snello e leggero rispetto al primo. Il Corsair fu interdetto dalle pur ampie portaerei USA per lungo tempo, mentre gli inglesi lo schierarono sulle loro più piccole navi già nel 1943. La Royal Navy ne ricevette 
oltre 1 000.
Gli statunitensi lo destinarono a reparti navali basati a terra, prevalentemente squadriglie dei Marines, le quali tra il 1943 e il 1945 si batterono in condizioni durissime contro nemici agguerriti a terra, in mare e in cielo. Il Corsair era uno dei primi cacciabombardieri multiruolo e come tale operò nella fase finale della guerra. Il suo impiego fece nascere leggende come "Pappy" Boyngton, l'asso dei Marines, ex-alcolizzato, comandante del VMF-214 Black Sheeps, poi autore del libro autobiografico "Baa Baa Black Sheep" (L'asso della bottiglia). In una battaglia un pilota di Corsair si buttò ripetutamente su una formazione di Zero dichiarandone l'abbattimento di 4 prima di essere abbattuto. I Corsair distrussero complessivamente circa 2.130 aerei contro 189 perdite per azione nemica, un rapporto di 11 a 1. I Corsair distrutti dall'antiaerea furono circa 350, e quelli persi per incidenti furono quanti quelli perduti per azione nemica, oltre 500 (aveva problemi cronici di resistenza strutturale oltre i 700 km/h). Il Corsair aveva un carattere difficile, e la raccomandazione di non portarlo in vite fu dimostrata da un terribile incidente in cui un aereo nel dopoguerra fu coinvolto: il pilota riuscì a lanciarsi, ma l'F4U anziché cadere si rimise da solo in volo orizzontale e tornò letteralmente verso la base, generando panico e cadendo sulla pista, dove ferì alcune persone. L'episodio dimostrò che non bisognava farlo cadere in vite.
Nel dopoguerra il Corsair, migliorato da 350 modifiche principali e 2.000 minori (mentre l'Hellcat quasi non ebbe cambiamenti dal prototipo alle macchine di serie), rimase a lungo in linea, mentre i piloti ormai erano abituati alle sue bizzarrie. Usato in Corea e dai francesi in Indocina nel 1956, la macchina, oggi apprezzata dai collezionisti, ha fatto dimenticare l'Hellcat e ha equipaggiato le aviazioni di praticamente tutte le nazioni dell'America Latina fino alla fine degli anni sessanta. Assieme al North American P-51 Mustang, che sconfisse dopo un'appassionante sfida per il ruolo di caccia navale di nuova generazione, e all'inglese Sea Fury, l'aereo è un classico delle corse aeree e degli aerei storici della seconda guerra mondiale.

## Versioni

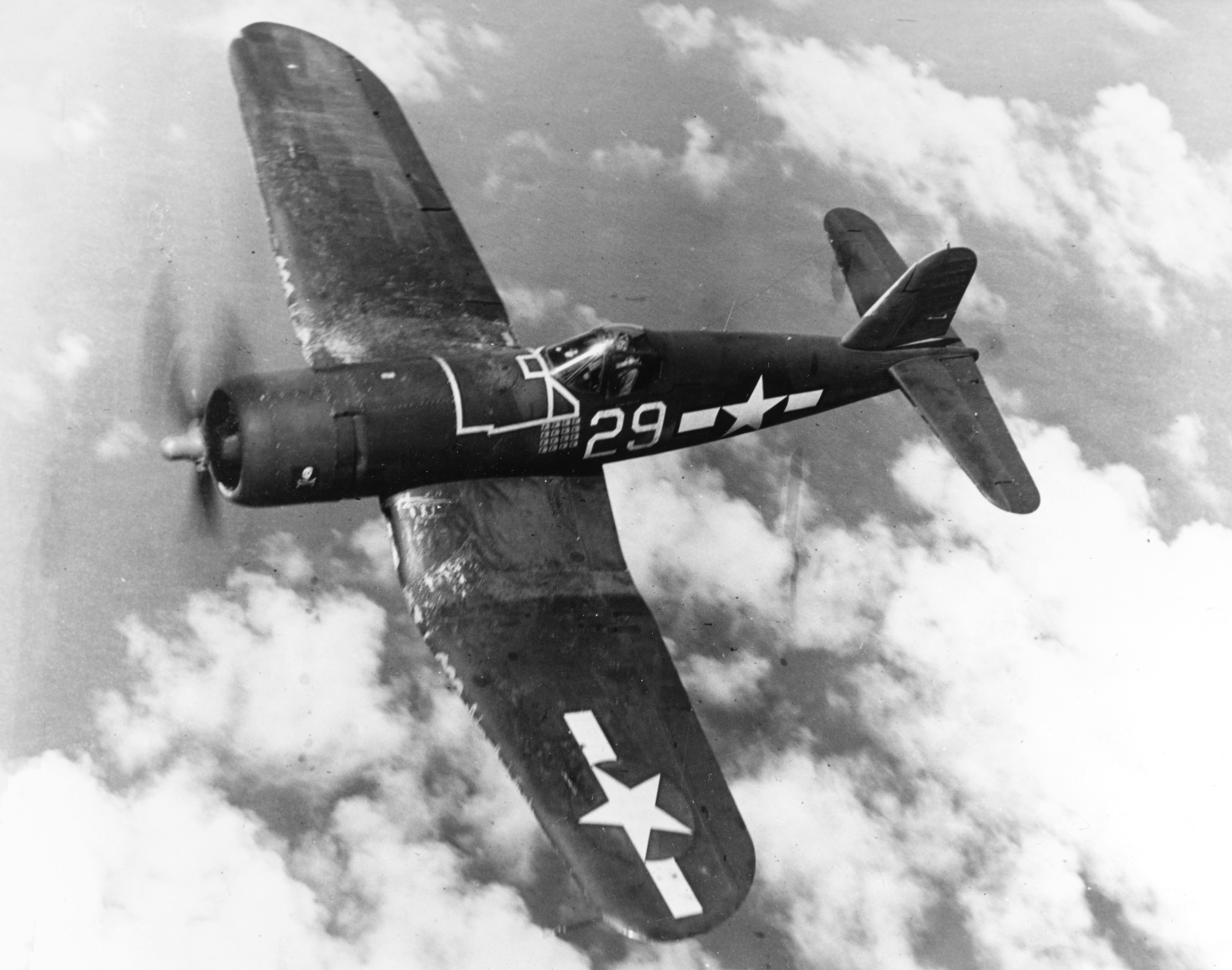
Un F4U-1A Corsair

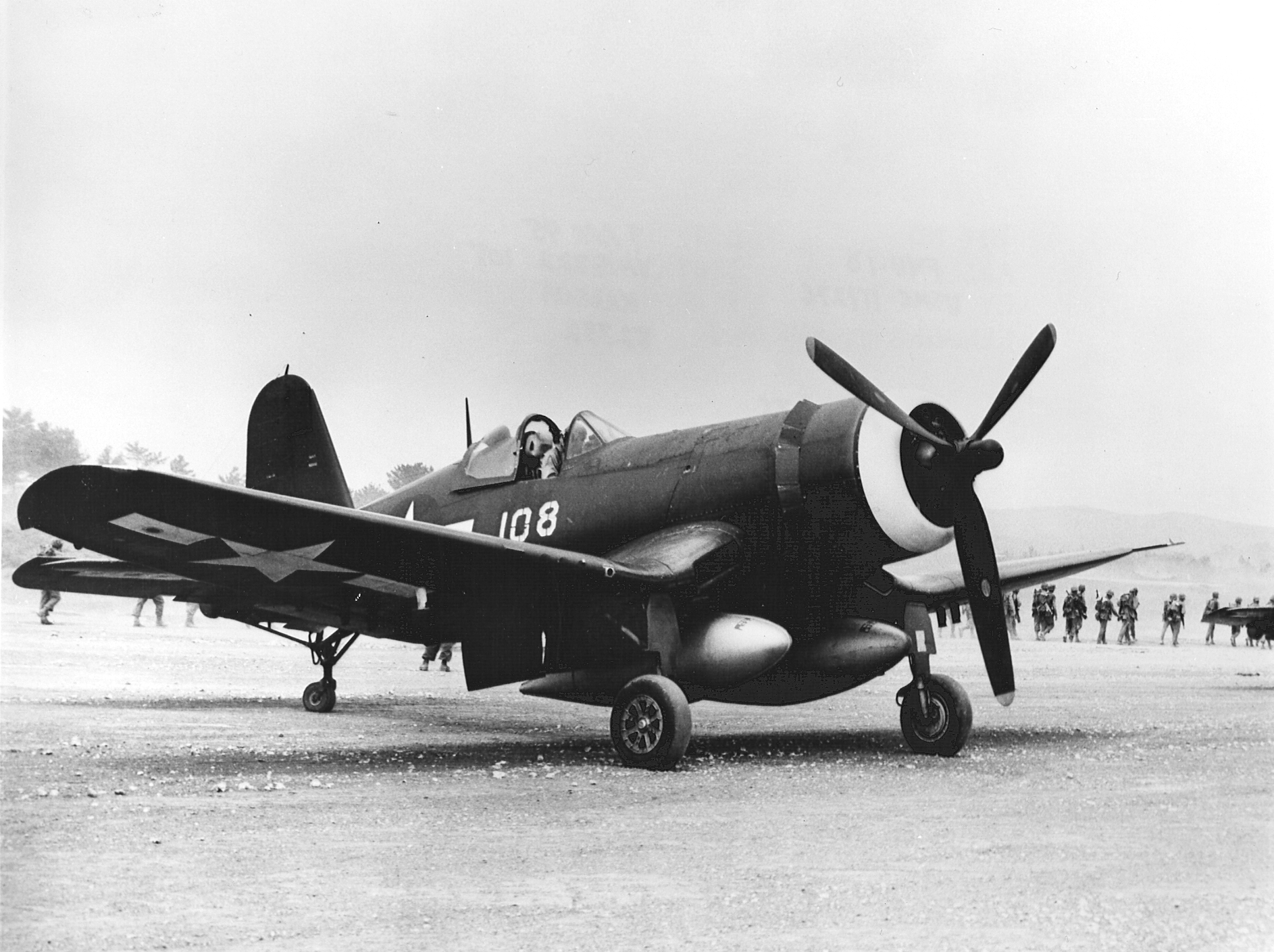
Un F4U-1D

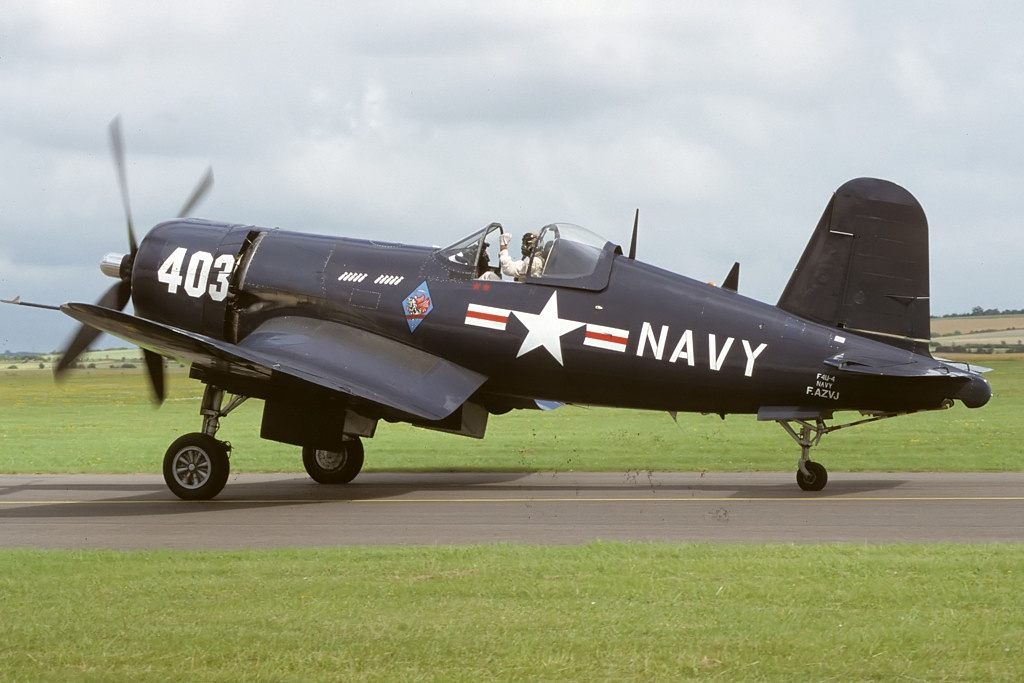
Un Chance Vought F4U-4 Corsair

- XF4U: prototipo armato con 3 mitragliatrici da 12,7 mm, una nel muso e due nelle ali, oltre ad una nel muso da 7,62, serbatoi integrali e pesi tra i 3.404 e i 4244 chili.
- F4U-1: primo modello di serie, fusoliera allungata, 6 mitragliatrici calibro 12,7 mm e 70 chili di armature, motore da 2.000 CV (il precedente era da 1.800), 798 prodotti, primo volo 25 giugno 1942. Altre macchine vennero prodotte dalla Goodyear e dalla Brewster.
- F4U-1A: 2.030 esemplari prodotti, 510 alla Royal Navy con varie migliorie, come il tettuccio innalzato e un motore ad un certo punto della produzione leggermente potenziato.
- F4U-1C: 200, con 4 cannoni calibro 20 mm.
- F4U-1D: poteva essere dotato di serbatoio ausiliario da 730 litri e due bombe da 907 kg, o 8 razzi.[3]
- F4U-2: caccia notturno, alcuni con il radar sistemato in un'ala.
- F4U-3: variante per le alte quote; continui problemi ne impedirono l'entrata in servizio in quantità apprezzabili.
- F4U-4: versione finale del periodo bellico. Equipaggiato con un motore da 2450 HP, fu impiegato in pochi esemplari, poco prima della fine della guerra contro il Giappone. Tuttavia fu costruito in 2.356 unità.[6]
- F4U-5: con motore ed armamento potenziati, 509 unità.[6]
- F4U-N: variante dotata di radar APS-4 oppure APS-6 in un pod alare per l'intercettazione notturna.[3]
- AU-1: Il VOUGHT AU-1™ Corsair® era un aereo da caccia della Marina degli Stati Uniti. Fu prodotto tra il 1942 e il 1952 dalla Vought-Sikorsky Aircraft. Il popolare Corsair entrò in servizio nel 1942. La forma distintiva delle ali piegate e la cabina del pilota spostata all'indietro e l'elica con un diametro di oltre 4 metri lo rendevano unico nel suo genere. La lunga operazione dei Corsari costantemente migliorati iniziò a concludersi con l'avvento degli aerei a reazione. I corsari hanno preso parte attiva alla guerra di Corea, dove hanno cessato di svolgere un ruolo importante come jet da combattimento ma hanno funzionato molto bene come aerei di supporto. Dal 1952, i Corsari con il simbolo AU-1 erano entrati nella Marina degli Stati Uniti. La lettera "A" nel nome significava aereo di supporto. L'aereo era armato con quattro cannoni da 20 mm posizionati sulle ali. Un nuovo avvento furono i ganci usati per appendere razzi e bombe. Il Corsair è stato anche in grado di trasportare circa 1.815 kg di carico utile in combattimento.
- F4U-7: versione prodotta per i francesi per l'Indocina. 94 esemplari.[3]

La società Brewster produsse 735 F3A, la Goodyear 4.008 nella versione FG.

## Utilizzatori

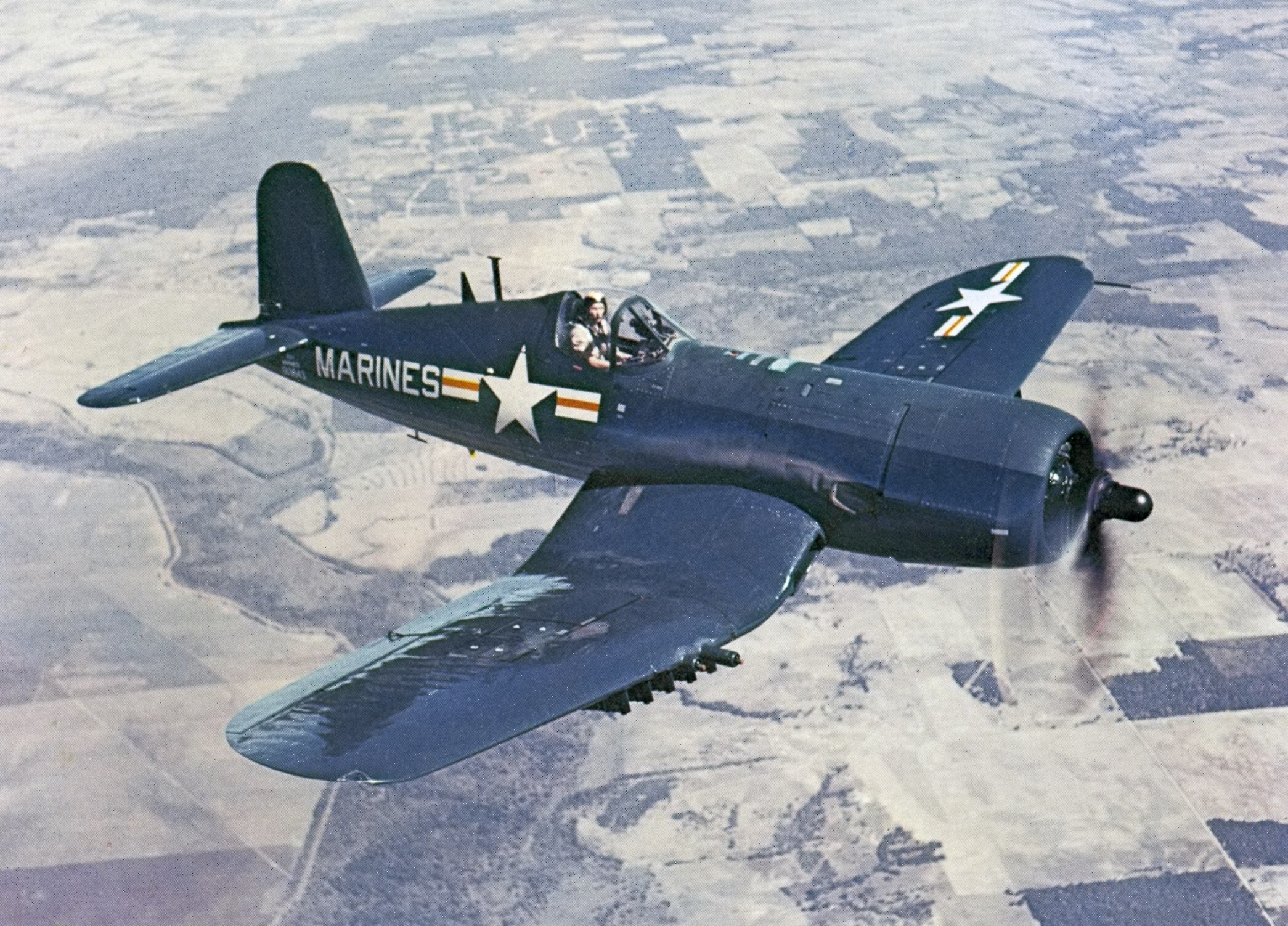
AU-1 Corsair in volo nel 1952

Argentina
- Aviación Naval

 El Salvador
- Fuerza Aérea Salvadoreña

20 FG-1D e 4 F4U-5 consegnati.
 Francia

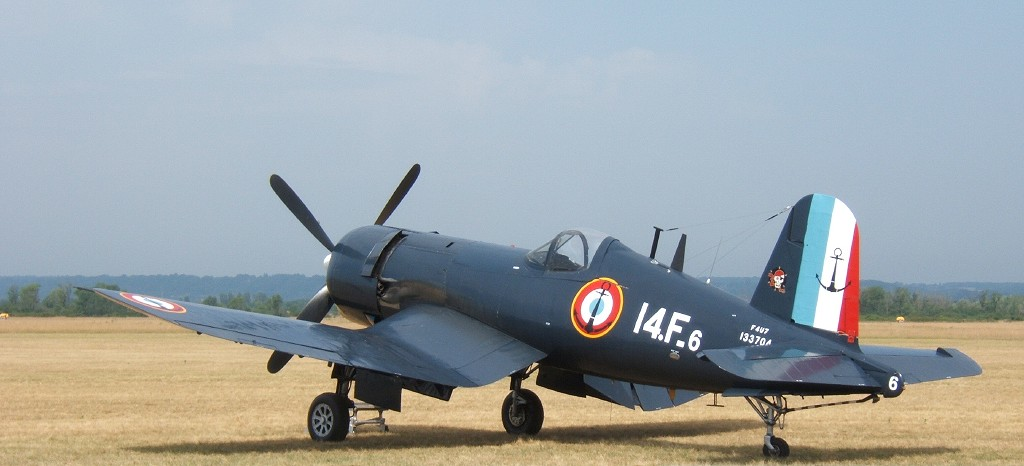
Un Corsair della francese Aéronavale.

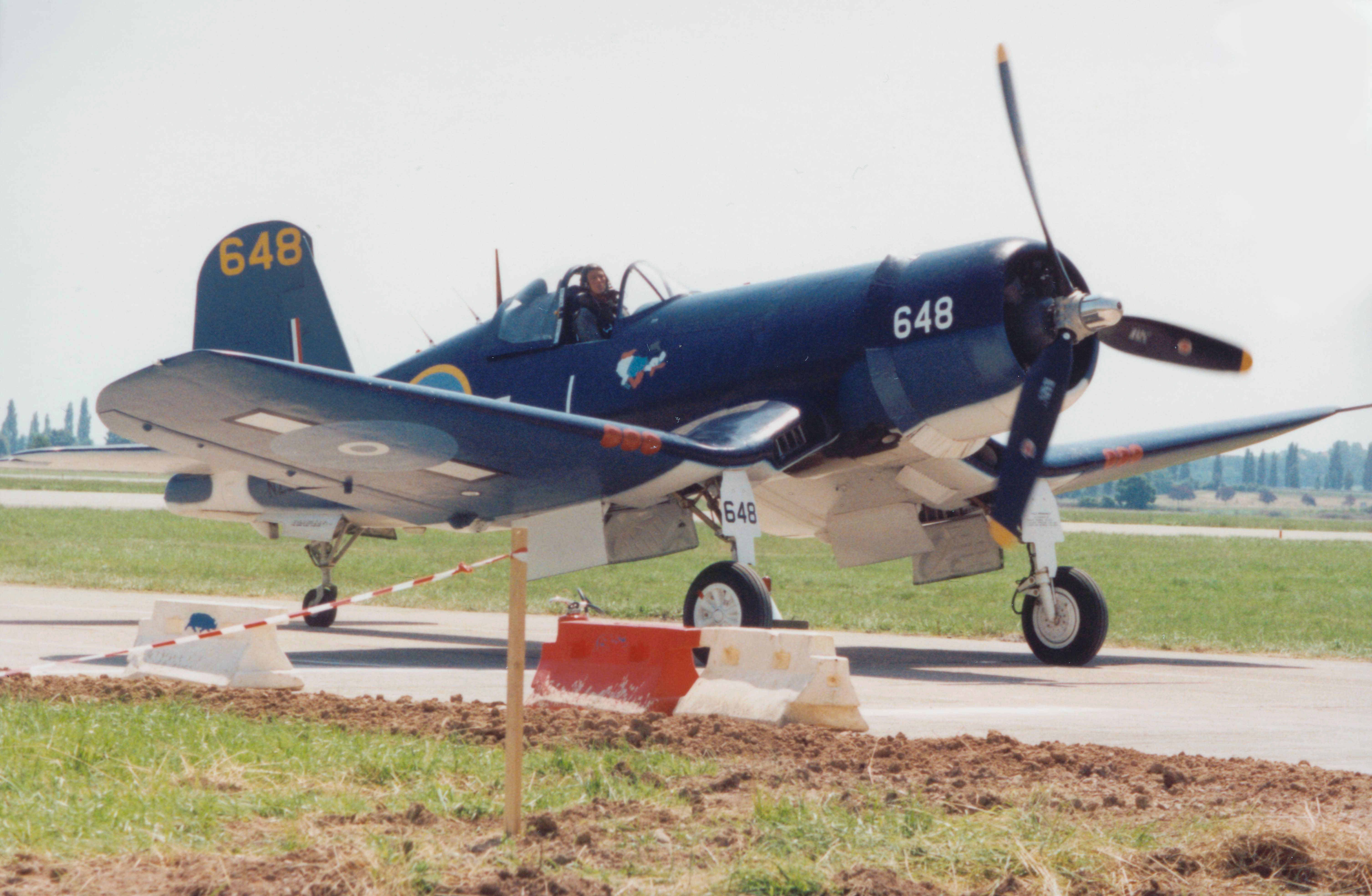
Un Corsair FG-1D (l'F4U-1D Goodyear) della RNZAF.

- Aéronautique navale (163: 94 F4-U7 e 69 AU-1)[8]
  - Flottille 12F[9][10]
  - Flottille 14F[9][10]
  - Flottille 15F[9][10]
  - Flottille 17F[9][10]

 Honduras
- Fuerza Aérea Hondureña

20 tra F4U-4, F4U-5 e F4U-5NL ricevuti a partire dal 1956.
 Nuova Zelanda
- Royal New Zealand Air Force
  - No. 14 Squadron RNZAF
  - No. 15 Squadron RNZAF
  - No. 16 Squadron RNZAF
  - No. 17 Squadron RNZAF
  - No. 18 Squadron RNZAF

 Regno Unito
- Royal Navy Fleet Air Arm

 Stati Uniti
- United States Navy
- United States Marine Corps

## Il Corsair nella cultura di massa
- Nel film I diavoli alati (1951) di Nicholas Ray, con John Wayne, si mostra una squadriglia di F4U Corsair.
- Protagonista della serie televisiva La squadriglia delle pecore nere, incentrata sulle vicende di una squadriglia di F4U Corsair durante la seconda da guerra mondiale.
- Il Corsair compare tra i velivoli del videogioco Bravo Air Race[11], Call of Duty: World at War[12], Battlefield 1943 e War Thunder
- Appare nel film d'animazione della Disney Planes. "Skipper" l'allenatore del protagonista è un Corsair F4U tripala in pensione.
- Nel film Sulle ali dell'onore (2022) di J. D. Dillard, con Jonathan Majors e Glen Powell, si mostra una squadriglia di F4U Corsair impiegata nella Guerra di Corea.